# Кальчицький ліс
Кальчицький ліс — ландшафтний заказник місцевого значення. Об'єкт розташований на території Нікольського району Донецької області, на території Тополинської сільської ради.
Площа — 555 га, статус отриманий у 2018 році.
Являє собою схил на правому березі Кальчинського водосховища зі штучним лісом та степовими схилами на лівому березі водосховища з залишками справжніх та петрофітних степів. Виявлено 3 рослинних угруповання, занесених до Зеленої книги України. Зростає 7 видів рослин, занесених до Червоної книги України (гіацинтик Палласів, сон богемський, карагана скіфська, ковила волосиста та інші). 6 рідкісних на території області видів рослин. Зустрічаються шуліка чорний, скопа, полоз візерунковий, які занесені до Червоної книги України.